# Седило
Седило (итал. Sedilo) је насеље у Италији у округу Ористано, региону Сардинија.
Према процени из 2011. у насељу је живело 2207 становника. Насеље се налази на надморској висини од 284 м.

## Географија
| Клима (Седило)             | Клима (Седило) | Клима (Седило) | Клима (Седило) | Клима (Седило) | Клима (Седило) | Клима (Седило) | Клима (Седило) | Клима (Седило) | Клима (Седило) | Клима (Седило) | Клима (Седило) | Клима (Седило) | Клима (Седило) |
| Показатељ \ Месец          | .Јан.          | .Феб.          | .Мар.          | .Апр.          | .Мај.          | .Јун.          | .Јул.          | .Авг.          | .Сеп.          | .Окт.          | .Нов.          | .Дец.          | .Год.          |
| -------------------------- | -------------- | -------------- | -------------- | -------------- | -------------- | -------------- | -------------- | -------------- | -------------- | -------------- | -------------- | -------------- | -------------- |
| Средњи максимум, °C (°F)   | 10,4 (50,7)    | 9,9 (49,8)     | 15,4 (59,7)    | 20,5 (68,9)    | 26,1 (79)      | 32 (90)        | 38 (100)       | 30,9 (87,6)    | 29,4 (84,9)    | 21,9 (71,4)    | 16,3 (61,3)    | 12,2 (54)      | 38 (100)       |
| Средњи минимум, °C (°F)    | 2 (36)         | 1,3 (34,3)     | 3,6 (38,5)     | 6,2 (43,2)     | 10,5 (50,9)    | 13,6 (56,5)    | 18,4 (65,1)    | 17,2 (63)      | 13,4 (56,1)    | 10,1 (50,2)    | 8,1 (46,6)     | 3,8 (38,8)     | 1,3 (34,3)     |
| Количина падавина, mm (in) | 0 (0)          | 96,8 (38,11)   | 81,7 (32,17)   | 5,6 (2,2)      | 3,6 (1,42)     | 4,4 (1,73)     | 0 (0)          | 10,5 (4,13)    | 66,2 (26,06)   | 7,4 (2,91)     | 159,1 (62,64)  | 96,8 (38,11)   | 532,1 (209,48) |
| [ тражи се извор ]         |                |                |                |                |                |                |                |                |                |                |                |                |                |

## Становништво
| 1931. | 1936. | 1951. | 1961. | 1971. | 1981. | 1991. | 2001. | 2011. |
| ----- | ----- | ----- | ----- | ----- | ----- | ----- | ----- | ----- |
| 3.119 | 3.157 | 3.255 | 3.008 | 2.553 | 2.628 | 2.676 | 2.445 | 2.216 |